# Çavuşlu, Karataş
Çavuşlu là một xã thuộc huyện Karataş, tỉnh Adana, Thổ Nhĩ Kỳ. Dân số thời điểm năm 2009 là 206 người.